# マイケル・ウォン (俳優)
マイケル・ウォン（英: Michael Fitzgerald Wong, Wong Man-Tak, 中: 王敏德、拼音: Wáng Mǐndé, 1965年4月16日-）は、香港を拠点に活動する中国系アメリカ人の俳優、監督、歌手、プロデューサー。
英語を流暢にしゃべることができるが、中国語には問題があり、演じるキャラクターにもそれが反映されている。代表作は1998年の映画『BEAST COPS 野獣刑警』。妻は香港のスーパーモデルのジャネット・マー。

## 人物
ニューヨーク州トロイ出身。父は料理店主のウィリアム・ウォン。母はオランダ人とフランス人の血を引く芸術家Connie Van Yserloo。
高校卒業後、俳優を目指して香港に移る。兄弟のラッセルとDeclan Wongも俳優を目指すために香港へ行った。
しかし、広東語が下手だったり、格闘技の訓練やアクションシーンの経験がなかったため、なかなか役を得ることが出来なかった。
1983年カンフー映画『香港スワット 野獣たちの陰謀』で俳優としてデビュー。同年の『皇家戦士』では、ナイーヴだがタフなアウトサイダー役を演じた。
1986年、『ファイアー・ドラゴン』でブランドン・リー（ブルース・リーの息子）と共演。ジャッキー・チェンとは1993年の映画『シティーハンター』、1995年の映画『デッドヒート』で共演し、ブランドン・リーの姉妹シャノン・リーとは1998年の映画『エンター・ザ・イーグル』で共演した。

## 主な出演作品
- 香港スワット 野獣たちの陰謀 飛虎奇兵 (1986)
- 皇家戦士 皇家戦士 (1986)
- ファイアー・ドラゴン 龍在江湖 (1986)
- トップ・レディ 神奇兩女侠 (1987)
- シティー・オブ・フューリー 情義心 (1988)
- クライム・キーパー 香港捜査官 皇家師姐4直撃證人 (1989)
- 鬼片王 鬼片王 (1991)
- 堕ちていく女 黒雪 (1991)
- 狼たちの絆 縦横四海 (1991)
- ボディ・トラップ 危情 (1992)
- キラーウルフ 白髪魔女伝 白髪魔女傅 (1993)
- 白髪魔女伝2 白髪魔女2 (1993)
- 女体狂愛 (1993)
- 月夜の願い 新難兄難弟 (1993)
- シティーハンター 城市獵人 (1993)
- アニタ・ユンの恋はあせらず 年年有今 (1994)
- レスリー・チャンの恋はあせらず 錦繍前程 (1994)
- フル・ブラッド 花旗少林 (1994)
- 愛よりはやく撃て 狂野生死戀 (1995)
- 男たちの挽歌4 新英雄本色 (1994)
- デッドヒート 霹靂火 (1995)
- ファイナル・オプション/香港最終指令 飛虎雄心(1995)
- ファースト・オプション 飛虎 飛虎(1996)
- 世界の涯てに 天涯海角 (1996)
- 裏切りのメロディ 豪情蓋天 豪情蓋天 (1997)
- エンター・ザ・イーグル 渾身是胆 (1998)
- BEAST COPS 野獣刑警 野獸刑警 (1998)
- ノック・オフ Knock Off (1998)
- エンドレス ラブ (1999)
- 呪縛霊 鬼片王之再現凶榜 (1999)
- 新・八仙飯店之人肉饅頭 人頭豆腐湯 (2000)
- マギー・Q マンハッタン・ミッドナイト Manhattan Midnight (2001)
- 冷静と情熱のあいだ（2001)
- パートナー 横行霸盗 (2002)
- マジック・キッチン 魔幻厨房 (2004)
- ドラゴン・プロジェクト 精武家庭 (2005)
- セブンソード 七剣 (2005)
- 歳月風雲 (2007)
- 盗聴犯 〜死のインサイダー取引〜 竊聽風雲 (2009)
- トリプルタップ 槍王之王 (2010)
- 狼たちのノクターン〈夜想曲〉 大追捕 (2012)
- コールド・ウォー 香港警察 二つの正義 寒戰 (2012)
- ファイヤー・ストーム 風暴 (2013)
- ゴッド・ギャンブラー レジェンド 賭城風雲 (2014)
- トランスフォーマー/ロストエイジ Transformers: Age of Extinction (2014)
- ゾンビ・ファイト・クラブ Zombie Fight Club (2014)
- スキップ・トレース Skiptrace/絶地逃亡 (2016)
- トリプル・スレット Triple Threat (2019)
- イップ・マン 宗師 葉問宗師 (2019)